# Philip Johnson (remero)
Philip Anthony Johnson (Washington D. C., 16 de noviembre de 1940) es un deportista estadounidense que compitió en remo.
Participó en dos Juegos Olímpicos de Verano en los años 1964 y 1968, obteniendo una medalla de plata en México 1968 en la prueba de dos sin timonel. Ganó tres medallas en el Campeonato Europeo de Remo entre los años 1965 y 1969.

## Palmarés internacional
| Juegos Olímpicos   | Juegos Olímpicos          | Juegos Olímpicos  | Juegos Olímpicos |
| Año                | Lugar                     | Medalla           | Prueba           |
| ------------------ | ------------------------- | ----------------- | ---------------- |
| 1968               | Ciudad de México (México) | Medalla de plata  | Dos sin timonel  |
| Campeonato Europeo |                           |                   |                  |
| Año                | Lugar                     | Medalla           | Prueba           |
| 1965               | Duisburgo (RFA)           | Medalla de bronce | Ocho con timonel |
| 1967               | Vichy (Francia)           | Medalla de oro    | Dos sin timonel  |
| 1969               | Klagenfurt (Austria)      | Medalla de oro    | Dos sin timonel  |

1. ↑  En algunas ediciones del Campeonato Europeo se permitió la participación de remeros de otros continentes.